# 林長繁
林長繁（1455年—？年），字世殷，福建興化府莆田縣人，明朝政治人物。

## 生平
成化十九年（1483年）癸卯科福建鄉試第七十五名舉人。成化二十三年（1487年）中式丁未科會試第六十五名，三甲第二十九名進士。弘治元年（1488年）任廣東南雄府推官，後历任广州府推官、温州府同知。正德四年（1509年）五月升广西按察司佥事，六年十月升江西右参议，八年（1513年）五月，由江西布政司右參議升贵州按察司副使。十二年正月调任云南副使，整饬临安兵备，五月升贵州按察使，十五年六月考察以有疾罢职。

## 家族
曾祖林惟志；祖父林積章；父林孟常，母徐氏。